# 須藤翔
須藤 翔（すどう しょう、1984年11月7日 - ）は、日本の男性声優。東京都出身。フリー。

## 人物
2010年10月までメディアフォースに所属していた。フリーの期間を経て、同年12月よりベストポジション所属。2015年4月より、再びフリーとなる。同年9月より、WITH LINEに所属。2017年11月より、再度フリーとなる。
出身は東京都だが、静岡県浜松市に住んでいた時期もある。
自身のブログへの書き込みに対しては、かなり小まめにコメント返しを行っている。

## 出演
太字はメインキャラクター。

### テレビアニメ
2009年
- プリンセスラバー!（スタッフ1、研究員A、武装B、部下、武装）

2010年
- 生徒会役員共（ナンパ男、男子生徒）
- 薄桜鬼（御陵衛士）

2011年
- べるぜバブ（碇、ノラネコC、兵士C）

2012年
- 獣旋バトル モンスーノ（STORM兵士1、ミスター・ブラック、兵士1、店主、エリート兵）

2013年
- 獣旋バトル モンスーノ（兵士のリーダー、シド）
- ダイヤのA（2013年 - 2016年、ユウイチ、山崎邦夫、東条秀明〈初代〉、南平、楠木文哉、桑田雅樹 他） - 2シリーズ
- ローゼンメイデン（第3期）（山口店長）

2015年
- グリザイアの楽園（テュポーン）

2016年
- 昭和元禄落語心中（アニさん、若手）
- ディバインゲート（魔界の者、オセロ）

2017年
- 昭和元禄落語心中 -助六再び篇-（アニさん）
- 銀魂.（ゴロツキ）
- 神撃のバハムート VIRGIN SOUL（兵士）

2018年
- グランクレスト戦記（兵士、ネーマン）

2025年
- グリザイア:ファントムトリガー（宇川千尋）

### 劇場アニメ
- グリザイア:ファントムトリガー THE ANIMATION（2019年、宇川千尋[5]）

### Webアニメ
- 天空侵犯 (2014年、お兄ちゃん[6])

### ゲーム
2009年
- S.Y.K 〜新説西遊記〜（紅孩児）

2010年
- S.Y.K 〜蓮咲伝〜（紅孩児）
- S.Y.K 〜新説西遊記〜 Portable（紅孩児）
- CLOCK ZERO 〜終焉の一秒〜（英央 / 情報屋）

2011年
- S.Y.K 〜蓮咲伝〜 Portable（紅孩児）
- CLOCK ZERO 〜終焉の一秒〜 Portable（英央 / 情報屋）
- 戦律のストラタス

2012年
- L.G.S 〜新説 封神演義〜（謎の青年）
- Confidential Money 〜300日で3000万ドル稼ぐ方法〜（クリス・キャンベル）
- The Wonderful 101（プリンス・ヴォークン）

2014年
- ローゼンメイデン ヴェヘゼルン ジー ヴェルト アップ（店長）

2015年
- CLOCK ZERO 〜終焉の一秒〜 ExTime（英央 / 情報屋）
- 無限のジグラット（ガリレオ）

2016年
- 7'scarlet（黒装束の男）
- 果つることなき未来ヨリ（オゾス）

2017年
- グリザイア：ファントムトリガー（宇川千尋）
- 塔亰Clanpool（右大臣イスペリカ）
- パラノーマルキス -Paranormal Kiss-（星野清春、藤原湊〈男性姿〉、逢坂円）

2018年
- クイズRPG 魔法使いと黒猫のウィズ（イグニス・ヴォルガノン）

2020年
- ATRI -My Dear Moments-（ヤスダ）

### ドラマCD
- S線上のテナ（通行人B、ネズミ）
- L.G.S 〜新説 封神演義〜 ドラマCD 〜おいでませ妲己島、真夏のリゾート三本勝負!〜（謎の青年[17]）
- 織田信奈の野望（織田信澄）
- 紅心王子
- CLOCK ZERO 〜終焉の一秒〜 シリーズ（英央 / 情報屋）
  - CLOCK ZERO 〜終焉の一秒〜 ドラマCD 〜正義の秘密戦隊ヘルズエンジェルズ 第613話 『黄昏の決戦』〜
  - CLOCK ZERO 〜終焉の一秒〜 ドラマCD 『それから』の記憶 〜ぼくらの中学生日記〜
  - CLOCK ZERO 〜終焉の一秒〜 Grace note Vol.3[18]
- 千の魔剣と盾の乙女（バル）※小説第10巻ドラマCD付き特装版[19]
- しるバ.（担任）
- 戦國ストレイズ（敵兵一）
- タブロウ・ゲート
- B壱（青年1）
- 陽だまりのピニュ（男子1）
- ヘタリア〜プロローグ〜（ちびイギリス）
- ラディカル・ホスピタル（伊達）

### BLCD
- オマケの王子様（男性2）
- カテキョ!（教師）
- 肉食獣のテーブルマナー（和樹）
- ミスター・ロマンチストの恋（テニス部後輩）
- 楽園のうた 第1巻（生徒1）

### 吹き替え

#### 映画
- アメリカン・スナイパー（ゴート・ウィンストン〈カイル・ガルナー〉）
- 1911（林時爽）
- いのちの戦場 -アルジェリア1959-（ラクロア）
- インクレディブル（マイク）
- インファナル・シティ/女捜査官サンドラ（ダン）
- 思いっきりハイキック!（キム・ボム）
- 最高の人生（アブナー）
- THE KING OF FIGHTERS（八神庵）
- ザ・ホスト 美しき侵略者（イアン・オシェイ〈ジェイク・アベル〉）
- ザ・ミスト（テッド）
- G.I.ジョー バック2リベンジ（マウス）
- 13歳のハゲ男
- ジョーズ2（エディ〈ゲイリー・デュビン〉[20]）※BSテレ東版
- スクリーム (2022)（チャド・ミークス・マーティン〈メイソン・グッディング〉）
  - スクリーム6[21]
- セッション（カール・タナー〈ネイト・ラング〉）
- 西部戦線異状なし（2022 ドイツ＊Netflix）主人公
- デス・ショット（フィールズFBI捜査官〈コリン・エッグレスフィールド〉）
- デッドマン・ダウン（ダーシー〈ドミニク・クーパー〉）
- トカレフ（マイケル〈マックス・ファウラー〉、若い頃のポール〈ウェストン・ケイジ〉）
- ドリームハイ（ジェイソン）
- NERVE/ナーヴ 世界で一番危険なゲーム（トミー〈マイルズ・ハイザー〉）
- ハッピーエンディング（キム・ドンハ）
- 美女と野獣（トリスタン〈ルカ・メリエヴァ〉[22]）
- ファスト・コンボイ（エレス〈マハディ・ベレムリ〉）
- フィアー・フロム・デプス（ダニー〈ダニエル・ウィスラー〉）
- ホステージ・オブ・エネミーライン（エドワルド）
- ラストナイト・イン・ソーホー（ジョン〈マイケル・アジャオ〉[23]）
- ワイルドカード（サイラス・キニック〈マイケル・アンガラノ〉）
- ワイルド・スティール（ジャスティン）
- 私たち結婚できるかな?（コン・ギジュン）

#### ドラマ
- iCarly
- アンフォゲッタブル 完全記憶捜査
- イエローストーン（カーター〈フィン・リトル〉）
- 9-1-1: LA救命最前線（エヴァン・“バック”・バックリー〈オリヴァー・スターク〉）
- エレメンタリー ホームズ&ワトソン in NY
- 階伯（キョギ）
- コールドケース7 ザ・ファイナル
- 三国志 Three Kingdoms「群雄割拠」（漢献帝）
- Zネーション（シチズンZ〈DJクオールズ〉）
- 窓際のスパイ（ジェームズ・"スパイダー"・ウェッブ〈フレディ・フォックス〉）
- ティーン・ウルフ シーズン2-（アイザック）
- デビアスなメイドたち（レミ・デラトゥア〈ドリュー・ヴァン・アッカー〉）
- ナイト・エージェント(ネイサン・ブリッグス<トビー・レヴィンス>)
- ナイトシフト 真夜中の救命医（ポール・カミングス〈ロバート・ベイリー・ジュニア〉）
- 2034 今そこにある未来（ヴィクトル・ゴラーヤ〈マックス・ボルドリー〉）
- ネイルサロン・パリス 〜恋はゆび先から〜（ジン）
- ビッグ 〜愛は奇跡〈ミラクル〉〜（カン・キョンジュン〈シン・ウォンホ〉[24]）
- ブラインドスポット タトゥーの女（ボストン・アーリス・クラブ〈ジョシュ・ディーン〉）
- 海雲台の恋人たち（チェ・ジュニョク）
- ベルサイユ シーズン2（フィリップ）
- ミディアム7 最終章（キャメロン）
- リゾーリ&アイルズ ヒロインたちの捜査線（トミー・リゾーリ〈コリン・エッグレスフィールド〉）
- リベンジ（デクラン・ポーター〈コナー・パオロ〉）
- フォールアウト（ノーム・マクレーン〈モイセス・アリアス〉）

#### アニメ
- チャギントン（モーガン）
- フィッシュ・レース（トロイ）
  - フィッシュ・レース2（トロイ）

### ラジオ
- ぽにきゅんラジオ 今日からモテ部（ぽにきゅんサイト内、2009年10月7日 - ）

### その他
- 世界の衝撃ストーリー（声の出演）
- 世界が騒然!本当にあった㊙ミステリー（声の出演）